# كلير وينلاند
كلير وينلاند (بالإنجليزية: Claire Wineland)‏‏ (10 أبريل 1997 - 3 سبتمبر 2018) هيَ ناشطة ومؤلفة وسيدة أعمال أمريكية، حيثُ عملت من خلال منظمتها «مؤسسة كلير بليس» على دعم وتنظيم الأشخاص الذين يعانون من مرض مزمن وأسرهم وعائلاتهم.